# 가타카이다니촌
가타카이다니촌(片貝谷村)은 도야마현 시모니카와군에 있던 촌이다.

## 지리
- 현재 우오즈시 시가지의 북동쪽 부분에 해당한다.
- 예전에는 사과와 벼농사가 중심(그 외 채소, 잡곡, 짚공예품, 특산품인 가적파도 생산)이었던 농촌이었으나, 우오즈 중학교 개교 후 상촌목지 내를 중심으로 우오즈정의 교외 마을로 크게 발전했다.

## 역사
- 1889년 4월 1일 - 정촌제 시행에 의해 시모니카와군 가타카이다니촌이 성립하였다.
- 1952년 4월 1일 - 우오즈정, 미치시타촌, 가미나카지마촌, 시모나카지마촌, 마쓰쿠라촌, 가미노가타촌, 시모노가타촌,  가즈미촌, 교덴촌, 덴진촌, 니시후세촌과 합병해, 우오즈시가 성립하였다.

## 참고문헌
- 『市町村名変遷辞典』東京堂出版、1990年。